# Spui (Den Haag)

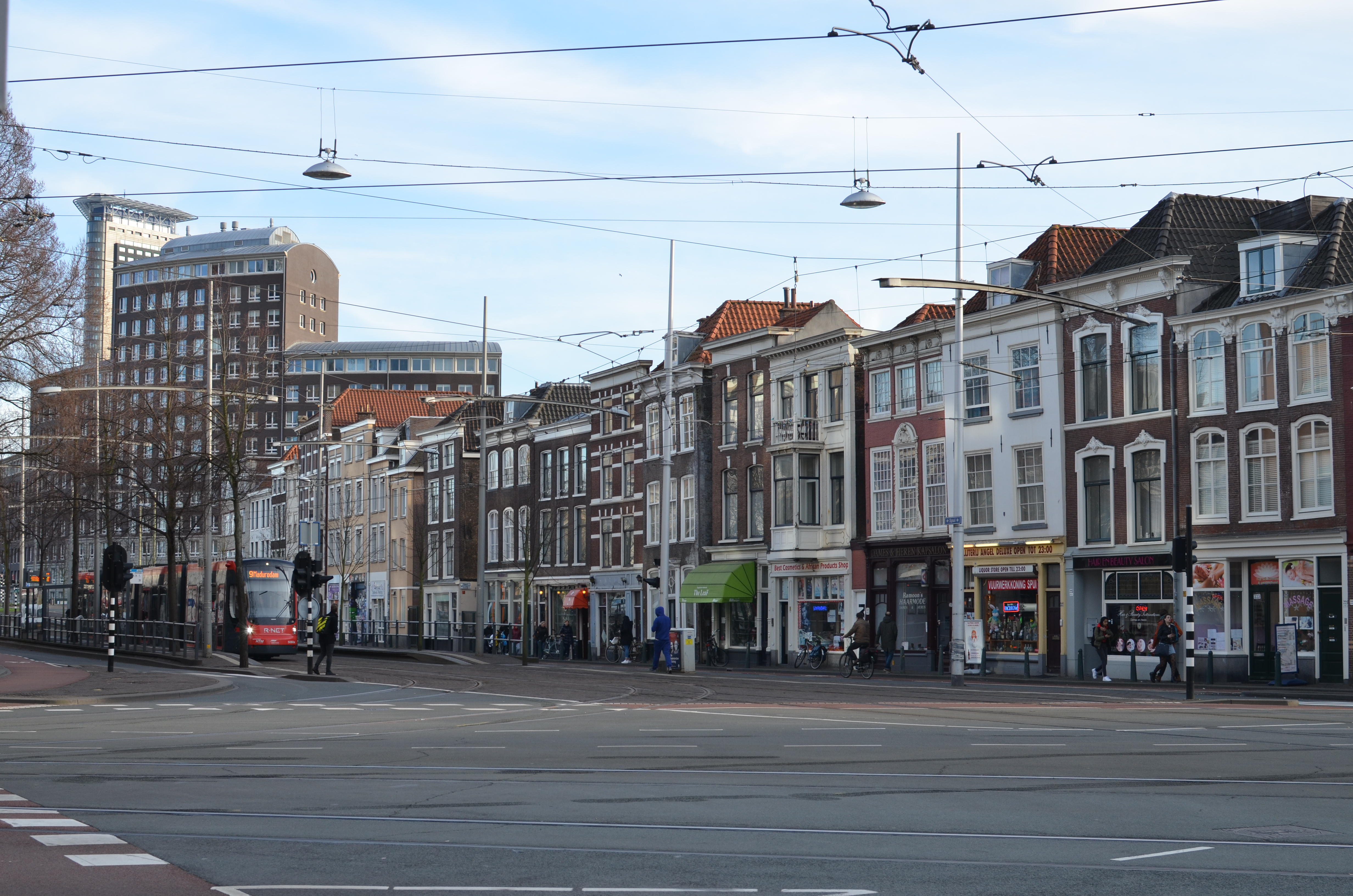
Spui in 2019

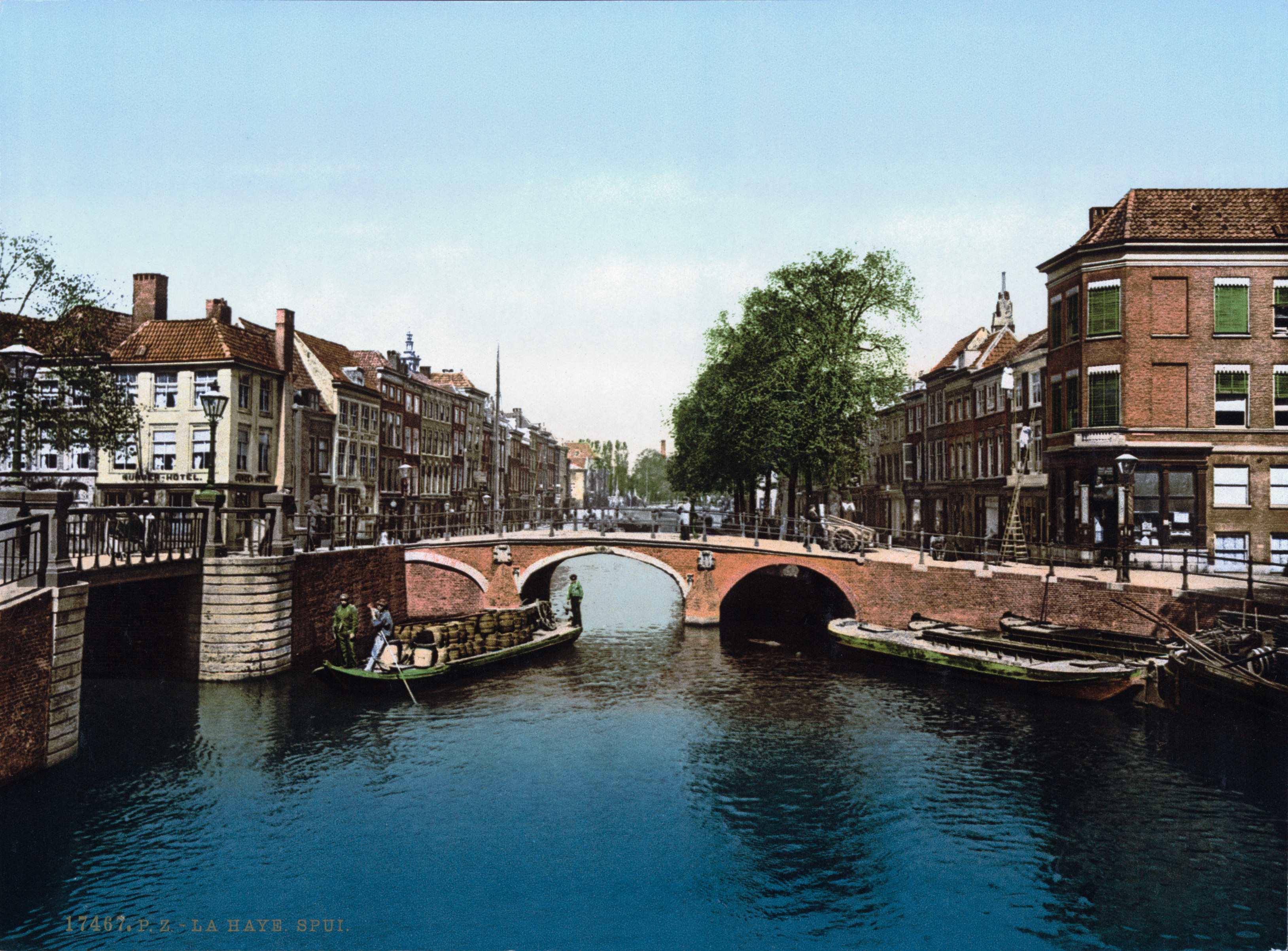
Spui (ca. 1900)

Die Spui (früher: Spoye) ist eine zugeschüttete Gracht in Den Haag. Nach ihr ist die darüber führende Straße, anrainende Gebäude und eine Straßenbahnhaltestelle benannt.

## Geschichte

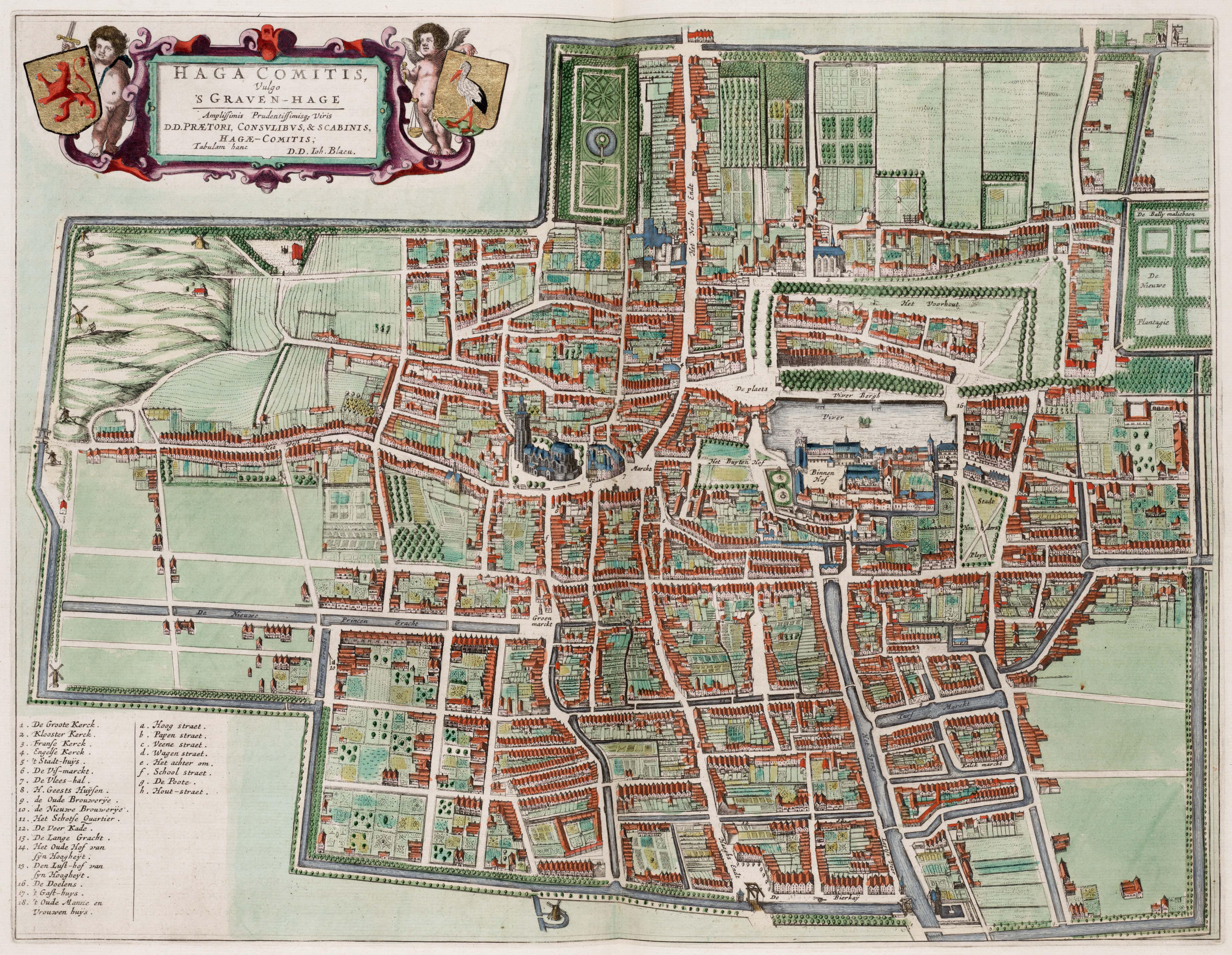
's Gravenhage in 1649, Karte von Joan Blaeu

Der Wasserlauf wurde im Jahr 1345 angelegt und war bis ins 19, Jahrhundert ein wichtiger Wirtschaftsweg für Den Haag. Die Gracht lief von dem innerstädtischen Gewässer Hofvijver zu dem Kanal Delftsche Vliet. Andere Grachten stießen auf die Spui: die Lange Gracht (heute Gedempte [zugeschüttete] Gracht genannt), Turfmar[c]kt (die Oude Brouwerÿe), Kal[c]kmarkt/Schedeldoekshaven, Statengracht (Ammunitiehaven), der Veerkade und der Bierkade (Bierkai).

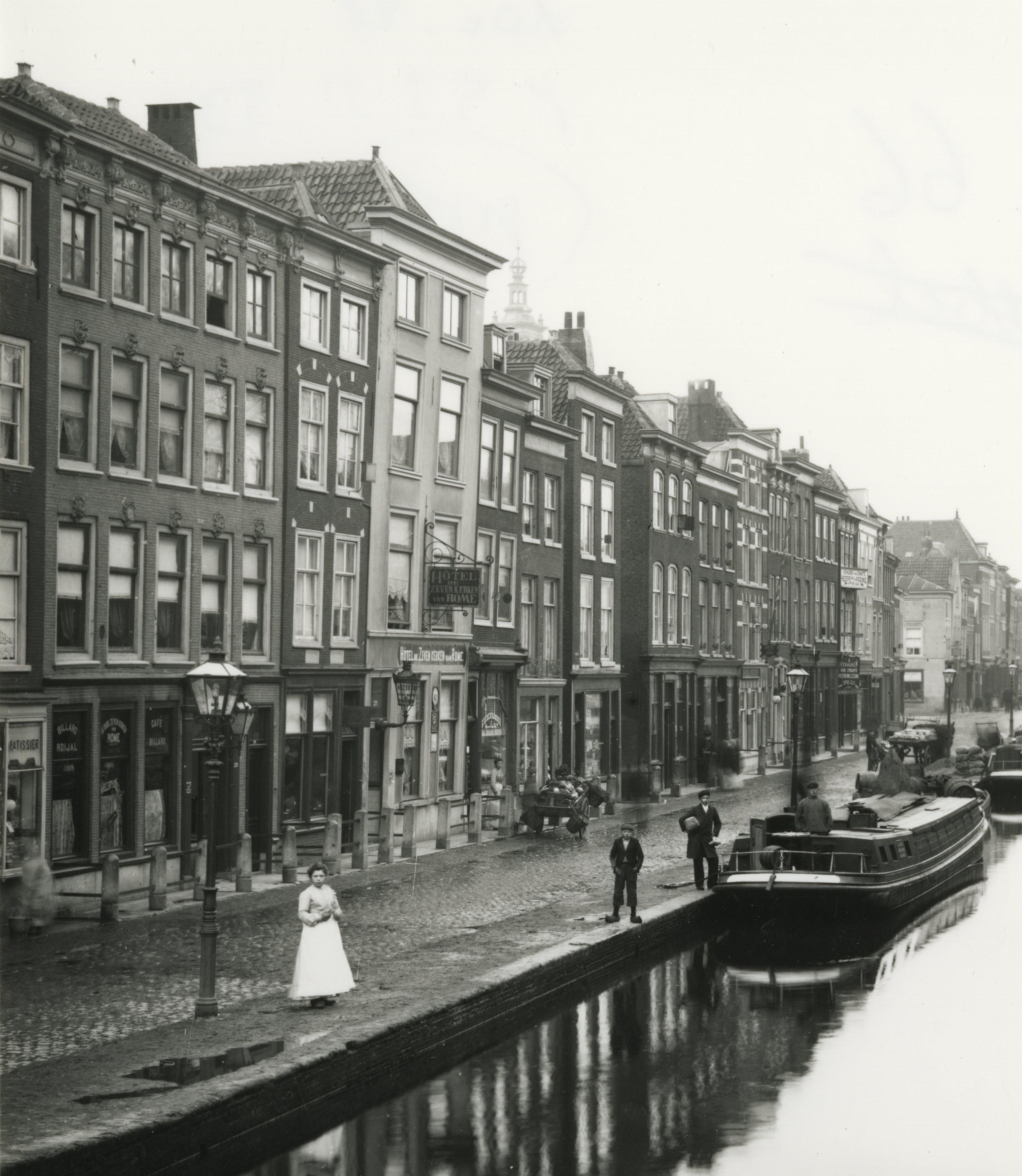
Spui Nr. 271 war das Hotel 'De Zeven Kerken van Rome' (früher Hotel Pico). Während des 1872 stattfindenden Haager Kongress, dem fünften der IAA, nächtigten Marx und Engels dort. (Foto um 1900)

In der zweiten Hälfte des 19. Jahrhunderts wurde die Gracht nach und nach zugeschüttet, um Platz für den rollenden Verkehr zu machen.

## Entwicklung
Die Verfüllung der Spui erfolgte in mehreren Etappen zwischen 1861 und 1904. Nach dieser Maßnahme konnte die erste elektrische Straßenbahn Den Haags in Betrieb genommen werden. Das Straßenbild veränderte sich dadurch zunehmend; es entstand eine breite Verkehrsader für PKW, Busse und Straßenbahnen. Ein weiterer Grund für die Auffüllung war, dass die oftmals stehenden oder sich nur sehr langsam bewegenden Gewässer der Grachten unangenehme Gerüche und Krankheiten verbreiten.
In der Vergangenheit war auf der Südseite der Spui ein Viertel für arme Juden (die wohlhabenderen portugiesischen Juden lebten einen Kilometer entfernt auf der Nieuwe Uitleg). Später wurde in diesem Viertel eine jüdische Schule gegründet. Auf dem Platz, der nach dem Rabbiner Isaac Maarsen (1891–1943) benannt wurde, steht das Joods Kindermonument mit den Namen von 400 jüdischen Kindern aus Den Haag, die im Holocaust ermordet wurden.
In den Jahren nach dem Zweiten Weltkrieg war das Gebiet um die Spui stark heruntergekommen und wurde in den 1970er Jahren weitflächig abgerissen. Auch der Bau der beiden Ministerien der Justiz und  des Inneren sowie des Prins Bernhard Viaducts waren ein Anstoß zur Aufwertung des Areals. Hinzu kamen in den 1980er Jahren Gebäude für das Haager Sinfonieorchester (Residence Orchestra) und das Nederlands Dans Theater (heute durch das Amare-Kulturzentrum ersetzt). Auf dem Teil zwischen Veerkade und Bierkade wurden alte Gebäude restauriert. Die Spui erhielt eine freie Straßenbahnspur in der Mitte und Dutzende von Bäumen wurden aufgestellt; ergänzt im Jahr 2000 durch weitere 64 Linden.
Die Nieuwe Kerk, vollendet 1649, ist eines der bedeutendsten Bauwerke auf der Spui. Ebenso das von Richard Meier entworfene Stadhuis van Den Haag (im Volksmund aufgrund seiner weißen Einkleidung als „Eispalast“ benannt). An der Fassade findet sich an der Ecke Kalvermarkt ein Gedenkstein, der auf den Standort eines Gasthauses hinweist, in dem der junge Wolfgang Amadeus Mozart übernachtete, als er Den Haag besuchte.

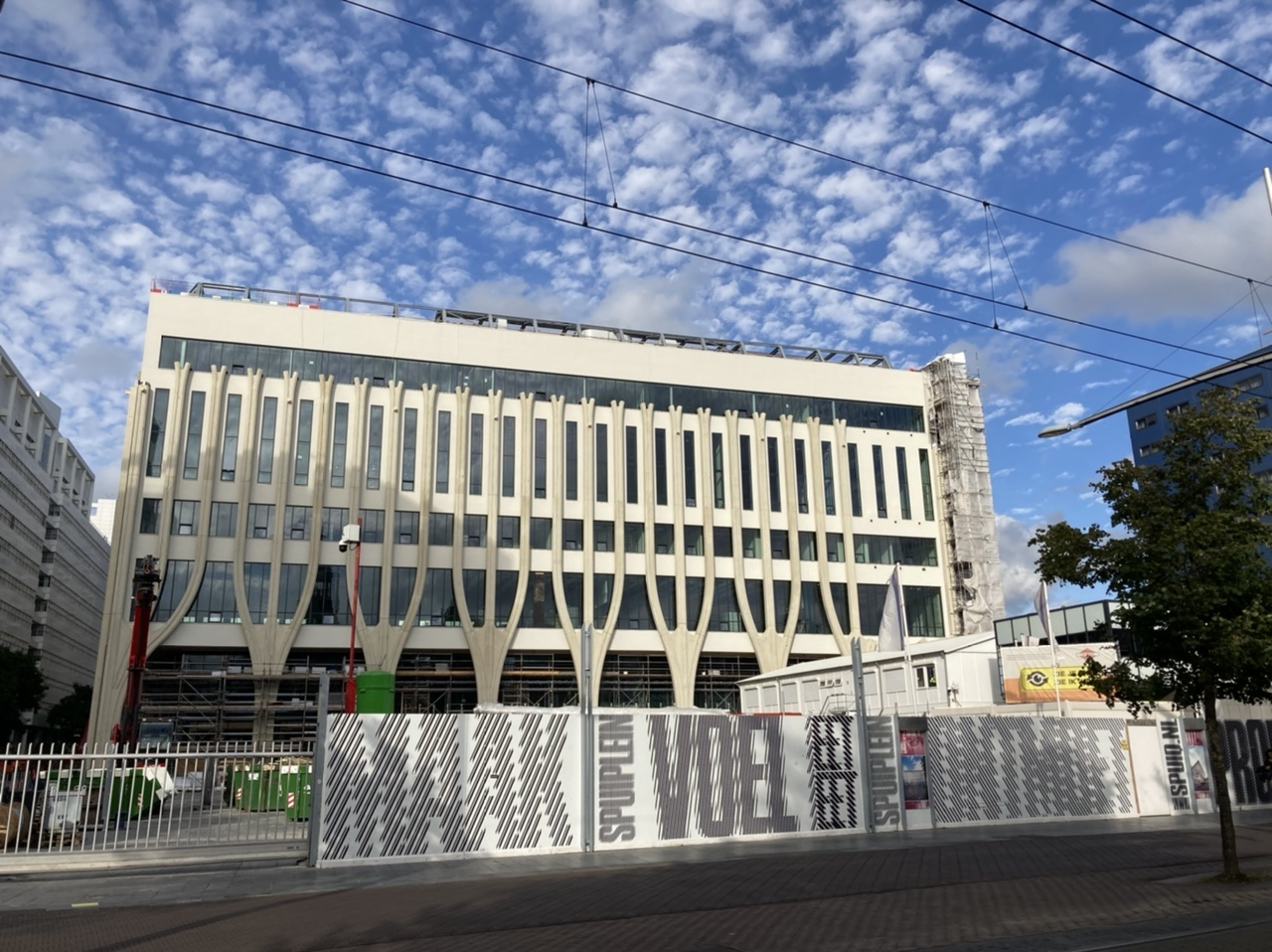
Kulturzentrum Amare im August 2020

Am 3. September 2021 wurde nach fünfjähriger Bauzeit das Amare fertiggestellt (Architekt: Jo Coenen), ein 54.000 m² großer Kulturbau mit Proberäumen sowie Säle für Tanzaufführungen und Konzerte.

## Restrukturierung

### „De Kern gezond“
Im November 2009 begann die Sanierung der Spui in eine Fußgängerzone als Teil des langfristigen Plans „De Kern Gezond“. Am 15. November 2010 gab die Gemeinde bekannt, dass die Sanierung abgeschlossen ist. Eine Zufahrt für den privaten Autoverkehr zwischen Hofweg und Schedeldoekshaven ist nun nicht mehr möglich; lediglich Taxis, Lieferverkehr bis 11:30 Uhr und öffentliche Verkehrsmittel dürfen noch den Bereich einfahren.

## Nennenswerte Bauten an der Spui
- Die öffentliche Bibliothek Den Haags
- das Stadhuis van Den Haag
- Einkaufszentrum Spuimarkt mit C&A und einem Kino
- Weitere Kaufhäuser von HMA, De Bijenkorf und Albert Heijn
- Theater aan het Spui, im gleichen Gebäude, wie die Bibliothek und das Filmhuis Den Haag
- Amare, großes Kulturzentrum

## Trivia
- Nach der Spui ist eine Straße im niederländischen Monopoly-Spiel benannt
- Die Straße war jahrelang ein beliebter Ort für das Skateboarder

Koordinaten: 52° 4′ 39,2″ N, 4° 18′ 54,4″ O